# Loděnice u Moravského Krumlova
Loděnice (deutsch Lodenitz) ist eine Gemeinde im Jihomoravský kraj in Tschechien. Sie liegt 20 Kilometer südlich von Brno (Brünn). Der Ort ist als ein Breitstraßenangerdorf angelegt.

## Geographie
Nachbarorte sind im Osten Malešovice (Malspitz), im Süden Šumice (Schömitz), im Westen Kubšice (Gubschitz) und im Norden Jezeřany-Maršovice.

## Geschichte
Die Anlage des Ortes und die „ui“- Mundart (bairisch-österreich) mit ihren speziellen Bairischen Kennwörtern weist auf eine Besiedlung durch bayrische deutsche Stämme hin, wie sie vor allem im 12/13. Jahrhundert erfolgte. Der Ort wurde im Jahre 1185 zum ersten Mal urkundlich erwähnt. Im gleichen Jahr wurde Markgraf Otto von Znaim von König Friedrich von Böhmen in einer Schlacht nahe Lodenitz besiegt. Lodenitz wird nach dieser Schlacht dem Erdboden gleichgemacht. Zuerst war Lodenitz im Besitz des Markgrafen von Mähren, kam aber später an das Kloster Bruck, welches im Jahre 1300 eine gotische Pfarrkirche im Ort errichten ließ. Im Jahre 1415 ist ein Fridericus de Lodjenicz beurkundet. Die heutige Schreibweise des Ortes ist seit dem 17. Jahrhundert geläufig. Matriken werden seit 1644 geführt. Onlinesuche über das Landesarchiv Brünn. Ein digitales Ortsfamilienbuch von Lodenitz wurde 2020 erstmals publiziert. Im Jahre 1732 wurden die Orts- und Feldgrenzen festgelegt und 1775 Hausnummern vergeben. Lodenitz, das ursprünglich vom Kloster Bruck verwaltet wurde, kam nach seiner Auflösung in der Regierungszeit von Kaiser Josef II. unter die Verwaltung des Religionsfonds. Dieser verkaufte es im Jahre 1824 an die Herrschaft Mißlitz. 1796 starben viele Kinder durch die Masern. In den Jahren 1805, 1814 und 1833 kam es zu Missernten und während der Koalitionskriege wurde Lodenitz 1805 und 1809 von französischen Truppen besetzt und geplündert. Im Jahre 1832 wütete im Ort das Gelbe Fieber, welches 40 Ortsbewohnern das Leben kostete. Um 1870 und später 1883 wurde die Schule des Ortes jeweils um eine Klasse erweitert. Eine Freiwillige Feuerwehr wurde im Jahre 1886 gegründet. Im Jahre 1894 wurde mit dem Bau einer Wasserleitung begonnen. Das ausgeglichene warme Klima und der fruchtbare Boden macht das Gebiet zu einem wertvollen Gartenland für Wein, Obst und Gemüse mit besonderer Qualität. Neben allen Getreidearten wachsen auch Mais und Zuckerrüben. Neben dem üblichen Kleingewerbe gab es noch zwei Ziegeleien im Ort.
Nach dem Ersten Weltkrieg und dem Friedensvertrag von Saint Germain 1919 wurde der Ort, dessen Bewohner im Jahre 1910 zu 96 % Deutschmährer waren, Bestandteil der neuen Tschechoslowakischen Republik. In der Zwischenkriegszeit kam es durch neue Siedler und die Neubesetzung von Beamtenposten zu einem stark vermehrten Zuzug von Personen tschechischer Nationalität. Die Elektrifizierung des Ortes fand im Jahre 1922 statt. Die Fertigstellung der Wasserleitung, die bereits 1894 begonnen wurde, erfolgte im Jahre 1927. Des Weiteren wurde eine Autobuslinie nach Raingers eingerichtet, um einen Anschluss an den Zug nach Brünn zu haben. Bei den Gemeinderatswahlen einigt man sich auf eine Liste mit 2/3 Deutschen und 1/3 Tschechen. Ebenso wird ein Deutscher Bürgermeister und ein Tscheche Vize-Bürgermeister. Nach dem Münchner Abkommen 1938 kam der Ort an das Deutsche Reich und wurde ein Teil des Reichsgau Niederdonau. Im Jahre 1939 wurde eine Bürgerschule für die Kinder aus den Orten Schömitz, Malspitz, Kuprowitz und Prahlitz eröffnet.
Nach dem Ende des Zweiten Weltkrieges (8. Mai 1945) – der 37 Opfer forderte – kamen die im Münchner Abkommen an Deutschland übertragenen Territorien, also auch Lodenitz, wieder zur Tschechoslowakei zurück. Vor den einsetzenden Exzessen durch militante Tschechen flohen viele deutsche Ortsbewohner, oder wurden über die nahe Grenze nach Österreich. getrieben. Dabei kam es zu fünf Ziviltoten unter den Deutschsüdmährern. Zwischen März und September 1946 wurden 338 Lodenitzer zwangsausgesiedelt. 34 Personen verblieben im Ort.

## Wappen und Siegel
Das älteste bekannte Siegel des Ortes ist achteckig und zeigt die Umschrift „TREV . VND . BESTENDIGKEIT . DER . LODNITZER“. Innerhalb der Umschrift wird das Wappenbild des Klosters Bruck abgebildet. Es zeigt die zwei Personen. Eine davon ist Herzog Conrad Otto und die andere dessen Mutter, die Wittelsbacherin Maria. Diese beiden gelten als Gründer des Klosters Bruck. Zwischen den beiden Personen steht ein Schild, welcher zweigeteilt ist. In der oberen Hälfte ist ein Adler abgebildet, während in der unteren Hälfte das Initial „W“ erscheint.
Im 19. Jahrhundert wurde ein neues Siegel geschaffen. Es zeigte in der Umschrift „Gemeinde Lodenitz“ einen Blumenstrauß. Nach 1918 wich dieses Siegel einem bildlosen, zweisprachigen Gemeindestempel.

## Bevölkerungsentwicklung
| Volkszählung | Einwohner gesamt | Volkszugehörigkeit der Einwohner | Volkszugehörigkeit der Einwohner | Volkszugehörigkeit der Einwohner |
| Jahr         | Einwohner gesamt | Deutsche                         | Tschechen                        | Andere                           |
| ------------ | ---------------- | -------------------------------- | -------------------------------- | -------------------------------- |
| 1880         | 704              | 623                              | 81                               | 0                                |
| 1890         | 661              | 602                              | 57                               | 2                                |
| 1900         | 752              | 685                              | 62                               | 5                                |
| 1910         | 831              | 799                              | 31                               | 1                                |
| 1921         | 841              | 504                              | 322                              | 15                               |
| 1930         | 854              | 513                              | 334                              | 7                                |

## Persönlichkeiten
- Josef Luksch (1862–1936), Abgeordneter im mährischen Landtag (1894), im Reichrat (1900) und Senator in Prag (1920–1935)

## Sehenswürdigkeiten
- Pfarrkirche St. Margareta (13. Jahrhundert) ursprünglich eine Wehrkirche, in den Jahren 1500 und 1582 umbauten, 1790 wurde der Nordturm wegen Baufälligkeit abgetragen. Restaurierung im Jahre 1931.
- Antonikapelle
- Gedenkstein der Schlacht von 1185[13]